# Halles de Pisany
Les halles à Pisany, une commune du département de la Charente-Maritime dans la région Nouvelle-Aquitaine en France, sont des halles datant du XVIIe siècle. Le marché couvert fait l'objet d'une inscription au titre des monuments historiques depuis le 6 janvier 1971.